# Élections législatives koweïtiennes de 2016
Les élections législatives koweïtiennes de 2016 se sont déroulées le 26 novembre 2016 à la suite de la dissolution de l'assemblée qui a eu lieu le 16 octobre 2016.